# Heinz Oelfke
Heinz Oelfke (* 1934 in Wuppertal) ist ein deutscher Journalist und Schriftsteller.

## Leben und Wirken
Zum Journalismus kam Heinz Oelfke nach einer Lehre als Industriekaufmann. Er besuchte nach seiner Berufsausbildung eine Journalistenschule. Es folgte der klassische „Lehrweg“, ein Volontariat bei einer Zeitung in München. Später widmete sich Oelfke der Schriftstellerei. Er hat zahlreiche Bücher und in Anthologien Gedichte veröffentlicht.

## Werke (Auswahl)
- Amboss, Eichen, Wupperwasser, Kaleidoskop einer Stadt. Pfriem, Wuppertal 1970.
- Hauptsache wir leben. Kindertage zwischen Kirchturm und Kanonen. Meinerzhagener Druck- und Verlagshaus Walther Kämper, Meinerzagen 1987, ISBN 978-3-88913-107-2.
- Mit Luise-Hildegard Hasenkamp: Puzzle der Schicksale. Hildegard Hasenkamp-Verlag, Wuppertal 1991, ISBN 978-3-9801210-3-3.
- Tanz mit den Geschicken. Kurzgeschichten und Gedichte, Hildegard Hasenkamp-Verlag, Wuppertal 1994.
- Weiß der Teufel. Die kleinen Phänomene des Alltags. Zwiebelzwerg Verlag, Willebadessen 2000, ISBN 3-931123-32-4.
- Berlin, Berlin, Ick erinnere mir. Kontrast Verlag, Berlin 2001, ISBN 978-3-935286-00-8.
- Wuppertaler Türme. Sutton, Erfurt 2006, ISBN 978-3-86680-010-6.
- Wenn der Hahn kräht. Kolumnen, Glossen und Satiren. Schöpp, Wuppertal 2006, ISBN 978-3-00-017914-3.